# Invorderingswet 1990
De Invorderingswet 1990 (IW 1990) is een Nederlandse wet, uitgegeven op 30 mei 1990, waarin de invordering van rijksbelastingen (met uitzondering van invoerrechten en accijnzen) wordt geregeld. Deze wet is ook van toepassing op de inning van gemeentelijke- en waterschapsbelastingen.
Invordering is het traject vanaf de dagtekening van een aanslag waaruit een belastingschuld blijkt, tot het einde hiervan. Een belastingschuld wordt opeisbaar/invorderbaar als de (laatste) vervaldag voorbij is en er geen uitstel van betaling is verleend, bijvoorbeeld in verband met een bezwaar of beroep. Volgens de Invorderingswet kan een belastingaanslag onder bepaalde omstandigheden ook dadelijk en ineens invorderbaar zijn. De betalingstermijn hoeft dan niet afgewacht te worden. Er moet onmiddellijk worden betaald, anders worden hoge vervolgingskosten in rekening gebracht. De Invorderingswet kent rechtsmiddelen, maar daarmee kan slechts tegen de manier van innen worden opgekomen, niet tegen de belastingschuld zelf. 
Er zijn verschillende manieren waarop een belastingschuld kan eindigen of tenietgaan:
- betaling
- kwijtschelding
- vernietiging
- oninbaar lijden
- verjaring.

Als belasting vrijwillig wordt betaald, is er niets aan de hand. Als een belastingplichtige niet kan of wil betalen, kan de fiscus een aantal instrumenten inzetten. Zijn positie is veel sterker dan die van een gewone crediteur:
- De fiscus hoeft niet naar de rechter om een executoriale titel te halen. Er kan dus zonder vonnis beslag worden gelegd, en tot executoriale verkoop en verhaal worden overgegaan. Een gewone schuldeiser zal wel eerst naar de rechter moeten.
- De fiscus heeft altijd een voorrecht. Dit betekent een voorrangspositie ten opzichte van andere schuldeisers die, al dan niet met een bijzonder recht (bijvoorbeeld pand) verhaal zoeken op hetzelfde goed;
- De fiscus heeft ook een voorrecht in faillissement.

Een toezegging "niet verder bemoeilijken" en "kwijtschelding" zijn instrumenten waarbij men zonder betaling van een belastingschuld afkomt. Vaak zijn het situaties waarin het niet redelijk is de hele belastingschuld op te eisen, of waarin de schuld onnodig hoog is opgelopen door mensen die hun kop in het zand hebben gestoken. Dit komt niet vaak voor, en de situatie zal heel ernstig moeten zijn voor een belastingschuld wordt kwijtgescholden. Wel worden zogenaamde conserverende aanslagen altijd na het verlopen van de bewakingstermijn van 10 jaar kwijtgescholden, maar dit betreft een speciale anti-misbruikbepaling bij emigratie. Het kwijtscheldingsbeleid is vastgelegd in de Leidraad Invordering 1990.
Na een schriftelijke toezegging van de belastingontvanger dat de schuldenaar voor zijn belastingschuld "niet verder zal worden bemoeilijkt" (al dan niet onder voorwaarden) wordt de schuld "oninbaar geleden". Dat is een puur administratieve handeling en geeft op zich geen recht op "het niet meer hoeven voldoen van de belastingschuld". Er zijn immers ook andere omstandigheden mogelijk op grond waarvan een belastingschuld om administratieve redenen door de ontvanger oninbaar kan worden geleden.
Verjaring komt praktisch niet voor. Gebeurt het een enkele keer wel, dan stuurt de fiscus de persoon of het bedrijf een brief waarin vriendelijk wordt gevraagd de belasting toch te betalen. De schuld is dan niet meer afdwingbaar, het is slechts een natuurlijke verbintenis.
In vergelijking met soortgelijke wetgeving in het buitenland, is de Nederlandse Invorderingswet relatief vergaand. Zo mag een belastingschuldige gegijzeld worden totdat hij de schuld betaalt en mag de belastingschuld bij een zogeheten aansprakelijkgestelde (iemand anders dan de belastingplichtige) geïnd worden. Dat laatste gebeurt o.a. in de volgende gevallen:
- ketenaansprakelijkheid en inlenersaansprakelijkheid: aannemers zijn aansprakelijk voor de niet door onderaannemers afgedragen loonbelasting en premies
- bestuurdersaansprakelijkheid: de bestuurder van een rechtspersoon kan aansprakelijk gesteld worden voor de belastingschulden van die rechtspersoon
- bodemrecht: de voorwerpen die zich op het terrein van de belastingschuldige bevinden, kunnen voor executoriale verkoop in beslag genomen worden, ook als een derde eigenaar is van die voorwerpen.

## Internationaal invorderingsrecht
Voor invordering van buitenlandse belastingen is de Wet Wederzijdse Bijstand van toepassing, die delen van de Invorderingswet van toepassing verklaart. Beide wetten zijn van toepassing op invordering van Nederlandse belastingschulden in het buitenland, behalve de artikelen over keten- en inlenersaansprakelijkheid, omdat dat extraterritoriale werking zou betekenen.

## Invorderingsrente
De in rekening te brengen invorderingsrente is in het kader van de coronacrisis tijdelijk sterk verlaagd naar 0,01% per jaar. De invorderingsrente is in de eerste helft van 2023 2%, in de tweede helft 3%, en daarna weer de normale 4%.
De te vergoeden invorderingsrente bedraagt ten minste 4% per jaar.

## Invordering of uitbetaling in termijnen
Een belastingaanslag die een aan de belastingplichtige uit te betalen bedrag behelst, wordt in termijnen uitbetaald als deze betrekking heeft op het lopende jaar.
Een voorlopige aanslag inkomstenbelasting of vennootschapsbelasting, die betrekking heeft op het lopende jaar en een te betalen bedrag betreft, mag in termijnen worden betaald. Sinds 1 januari 2024 wordt bij betaling ineens geen korting meer verleend.